# Biophida innotata
Biophida innotata es una especie de coleóptero de la familia Scraptiidae.

## Distribución geográfica
Habita en Costa de Marfil.